# أحياء الاتصال
أحياء الاتصال هو مصطلح يشير إلى نموذج بحثي يركز على «الأسس البيولوجية العصبية لسلوكيات الاتصال البشري». ويتولى علماء أحياء الاتصال دراسة الجانب الطبيعي من النقاش الدائر في مجال تطوير الاتصال حول الطبيعة والاكتساب. ووضع بيتي وماكروسكي نموذج الأحيائي الاتصالي ليكون بديلاً للجانب الطبيعي الداعم لنموذج التعلم الاجتماعي. ويدرك هذان العالمان الأهمية البالغة التي ينبغي أن تولى لتطوير سلوك الاتصال مقارنة بمراحل التعلم والبيئة. إلا أن هذين الباحثين يعترفان بأن العوامل الوراثية ليست هي العامل الوحيد الذي يؤثر في سلوك الاتصال. والنسبة المعقولة لتأثير المحفزات الثقافية والموقعية والبيئية على السلوك هي 20% أما تأثير البنى الخِلقية والبيولوجية العصبية فنسبته 80%.
ومن الأفكار الأساسية في أحياء الاتصال أن المزاج يعتمد على علم الوراثة ولا يمكن تعلمه. وسلوك الاتصال هو تعبير عن مزاج الشخص ولكن لا توجد علاقة ارتباط بين السلوك والمزاج. كما أن الجينات المتطابقة التي تنتج أمزجة متطابقة قد تؤدي إلى سلوكيات مختلفة لأن الحالة المزاجية الواحدة يمكن التعبير عنها بطرق متعددة. ومع ذلك، قد تتشابه السلوكيات كثيرًا.

## التأثيرات على نموذج أحياء الاتصال

### نظرية الشخصية لهانز إيسينك
اكتشف هانز إيسينك أن المظهرين الأساسيين اللذين يكشفان عن شخصية الفرد هما مزاجه ودرجة ذكائه. وحدد ثلاثة أنواع للشخصية:
- الانبساط النفسي: هي شخصية اجتماعية وحيوية ونشيطة وحازمة وحساسة ويغلب عليها البهجة ومندفعة ومغامرة.[5]
- العصبية: هي شخصية قلقة ومكتئبة يسيطر عليها الشعور بالذنب ونكران الذات والتوتر واللاعقلانية والخجل وتقلب المزاج.[5]
- الذهانية: هي شخصية عدوانية وفاترة المشاعر وأنانية وغير منصفة واندفاعية ومعادية للمجتمع وغير متعاطفة ومبدعة وحادة الطبع.[5]

ويقول إيسينك أن هذه الأنواع الثلاثة هي أنواع وراثية مما يجعلنا نوليها عناية خاصة في نموذج أحياء الاتصال. وتشير أبحاث أخرى إلى أن المكون الوراثي لهذه الشخصيات الثلاث يمثل 50 % إلى 80%.

### نظرية جيه إيه جراي للنفسية العصبية للمزاج
اقترح جراي نظام تثبيط سلوكي (BIS) ونظام تنشيط سلوكي (BAS). وعتبة التنشيط في كلا النظامين هي عتبة وراثية.

### دراسة التوائم لكاري هورفاث
قارن هورفاث بين التوائم المتماثلة والأخوية حتى يحدد ما إذا كانت أساليب المتصل هي أساليب وراثية أم لا. وتعد هذه أول دراسة للوراثة والاتصال وكشفت هذه الدراسة أن متغيرات أسلوب المتصل بعضها هي متغيرات وراثية، مما فتح الباب أمام الدراسات المستقبلية التي تبحث في الوراثة وسلوك الاتصال.

## نموذج لأبحاث أحياء الاتصال (كما سماها بيتي وآخرون)
1. تحديد أو إنشاء نظرية تقترح تفسيرًا لأحد مظاهر سلوك الاتصال البشري.
2. ربط النظرية بعناصر أو عمليات أحيائية محددة.
3. تحديد أو إنشاء مقياس مرتبط بهذه العناصر أو العمليات الأحيائية.
4. إنشاء علاقات بين القياسات وسلوك الاتصال البشري والعناصر أو العمليات الأحيائية.[1]

## المعارضون
يوجد معارضون كثر لنموذج أحياء الاتصال. ومن هؤلاء مؤيدو نموذج «الاكتساب» والتعلم الاجتماعي الذين يؤمنون بأن التعلم يرتبط بسلوك الاتصال أكثر من ارتباطه بالعوامل الوراثية. وإلى جانب هؤلاء يعارض فريق آخر إيمانًا منه بأن النقاش بكامله لا طائل من ورائه. ونادى كوندت بإعداد نموذج متعدد الأسباب يجمع في طياته بين الطبيعة والاكتساب. ورأى كوندت أيضًا أن نسبة 80 % للتأثير الوراثي وفقًا لما قاله بيتي وماكروسكي لا تستند إلى دليل قوي وأن النسبة تتراوح ما بين 40 % إلى 60 %، مما يدعم قولها بالدمج بين الطبيعة والاكتساب.

## نظرة أحياء الاتصال لمخاوف الاتصالات
يصاب ملايين الناس في أنحاء العالم بـمخاوف الاتصالات. وكشفت كثير من أبحاث أحياء الاتصال المتعلقة بمخاوف الاتصالات أن أسباب الإصابة بهذا المرض هي أسباب وراثية.

### بيتي وماكروسكي
وضع بيتي وماكروسكي نموذج أحياء الاتصال بهدف تشخيص مخاوف الاتصالات تشخيصًا فعالاً. واستفاد العالمان من نظرية الشخصية لإيسينك في تحديد المكونات الأساسية التي تحول مخاوف الاتصالات إلى انطواء نفسي والتهاب أعصاب. واستفادا أيضًا من نظرية جراي في استنتاج أن تفعيل نظام التثبيط السلوكي له علاقة بالقلق. وذكرا أن الشخصيتين الواردتين في نظرية إيسينك وعتبة تفعيل نظام التثبيط السلوكي في نظرية جراي وراثيتان. ويرجع الاختلاف في مخاوف الاتصالات إلى الاختلافات في عتبة تفعيل نظام التثبيط السلوكي  وعليه فإن مخاوف الاتصالات تتحدد وراثيًا.

### دوافع الاتصال المتبادل بين الأشخاص
تشرح دوافع الاتصال المتبادل بين الأشخاص سبب تصرف الأشخاص المصابين بمخاوف الاتصالات على هذا النحو الذي هم عليه. حيث يتجه الأفراد الذين يعانون من الحد الأدنى من مخاوف الاتصالات إلى الاتصال طلبًا للمتعة والمودة وفرض السيطرة والاسترخاء في حين يتواصل الأشخاص المصابون بدرجة كبيرة من مخاوف الاتصالات لأجل الاندماج والهروب. واكتشف باولسيل وموتيت (2004) أن هذا النوع من دوافع الاتصال المتبادل بين الأفراد يتأثر ولو جزئيًا بالسمات الموروثة جينيًا.

### مخاوف الاتصالات باللغات الثانية
درس يونج وماكروسكي (2004) مدى وجود مخاوف الاتصالات فيمن يتحدثون لغتهم الأولى ومن يتحدثون لغة ثانية. ووجدا أن وجود مخاوف الاتصال في اللغة الأولى من المؤشرات القوية على احتمال وجوده في اللغة الثانية. وهذا يخالف منظور التعلم الاجتماعي الذي يفترض أن تعلم اللغة الثانية من شأنه أن يؤثر ويغير من مخاوف الاتصال باللغة الثانية. واستخلصا من ذلك أن مخاوف الاتصالات هي من السمات اللغوية المشتركة وأن هذه السمات تنقل جينيًا.

### العلاج
لابد من مراعاة حقيقة أن مخاوف الاتصالات ذات طبيعة وراثية لمعرفة كيفية علاجها حيث يعتقد البعض أن مخاوف الاتصالات منقولة جينيًا وعلى هذا القول فمن المستحيل تغييرها. ويرد آخرون ومنهم بيتي وماكروسكي قائلين إن هناك بعض السمات التي لا تنقل جينيًا ومن ثم يمكن علاجها. ويتضمن العلاج على طريقة نموذج أحياء الاتصال تعلم السيطرة على الأوجه السلبية للمزاج الموروث.

## دورالثقافةفي أحياء الاتصال
يقول علماء أحياء الاتصال أن الإنسان يولد بحالات مزاجية محددة تعتمد على جيناته الوراثية. إلا أن هذا لا يعني أنها غير قابلة للتعلم. وللثقافة دور مهم في عملية التعلم هذه. فمع أن الإنسان يولد بحالة مزاجية محددة إلا أنه يتعلم كيفية الاستجابة للمطالبات المزاجية بحسب الثقافة التي تحيط به. حيث يتعلم في مرحلة الطفولة التحكم في الحالات المزاجية بما يناسب مقتضى الحال. لذا يتأثر جزء كبير من سلوك الشخص بالثقافة التي تربى عليها رغم أن أساس سلوكه الاتصالي قائم على الجينات. وفي الواقع، لقد اتضح جليًا أنه لا توجد ثمة علاقة بين سلوكيات التواصل العنصرية والكارهة للمثلية الجنسية وبين تركيب جينات الشخص أو حالته المزاجية. بل تطورت هذه السلوكيات بالاحتكاك الثقافي.